# Iriska

Gaeltachtaí

Iriska (Gaeilge) är ett keltiskt språk i den gaeliska gruppen som talas i Irland och Nordirland. Det finns även talare i Storbritannien och i USA. De närmast besläktade levande språken är den skotska gaeliskan i Skottland och manx på Isle of Man. Iriska talas framför allt i de områden i republiken som kallas gaeltachtaí, men också sporadiskt över hela ön.
Språket är sedan 1921 officiellt språk i Irland och undervisas i alla skolor. Många invånare i republiken har någon kunskap i språket. I princip räknar man med 40 000 infödda irisktalande på Irland och 72 000 talare som använder språket varje dag.

## Dialekter
Den geografiska splittringen av infödda irisktalande har också tenderat att förstärka uppdelningen i olika dialekter. Det klassiska litteraturspråket dog ut redan under 1600-talet och all diktning och litteratur som sedan dess skrivits har varit mer eller mindre dialektalt präglad. Dialektskillnaderna vållar fortfarande en hel del huvudbry för de irländare som vill lära sig teanga na sinsear (förfädernas språk). Å andra sidan ser kreativa författare dialekterna också som en rikedom att ösa ur.
Iriskan kan delas upp i tre större dialektområden vilka motsvarar Gaeltacht-områdena i norr, väster och söder och namnges efter respektive provins: Ulsterdialekt, Connacht-dialekt och Munster-dialekt.
Eftersom dialekterna uppvisar relativt stora skillnader i grammatik, ordförråd och uttal finns också ett behov av en gemensam standard vad gäller grammatik och stavning. Principerna för An Caighdeán Oifigiúil (på engelska "The Official Standard", på svenska "officiell standard") sammanställdes av översättningsstaben vid det irländska parlamentet, an Dáil, på 1950-talet.
Beroende på var en nybörjare studerar iriska så lär sig personen ett dialektalt uttal och dialektala uttryck även om den grammatik och stavning som lärs ut följer standarden.

## Historia

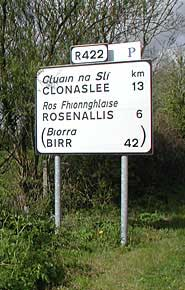
Fotografi av en typisk irländsk vägskylt med ortnamn på iriska och engelska.

Trots att Irland aldrig kunde förena sig till ett enda rike, var det skrivna och kultiverade språket rätt enhetligt både under fornirisk tid och därefter. Den klassiska iriskan, som uppstod på 1100-talet, var ett mycket väl standardiserat skriftspråk, som användes med förhållandevis få variationer både på Irland och i de gaelisktalande delarna av Skottland. Det var först på 1600-talet som iriska och skotsk gaeliska gick skilda vägar; än i dag är skillnaderna mellan båda språken knappast större än till exempel mellan svenskan och danskan. Även den som inte har någon insikt i språken kan lätt urskilja att de är nära besläktade. En del lokalpatriotiska ulsterbor påstår till och med gärna att de har lättare att förstå skotsk gaeliska än de sydligaste iriska dialekterna.
Under den klassiska tiden, dvs. 1100-1600-talet, främjades iriskan aktivt av lokala feodalherrar och klanhövdingar. Det var vanligt även med engelska efternamn på hovskalder, och det förekom att adelsmän av engelskt ursprung blev diktare eller lärda män på iriska. Det var särskilt ätten Nugent som blev känd för sitt intresse för iriskspråkig diktning och lärdom.
Den engelska kronan såg dock med oblida ögon på de språkligt assimilerade engelsmännen. När religionen blev en åtskiljande faktor mellan England och Irland, fick de "gamla engelsmännen" ge vika för en ny våg av inflyttade adelsherrar från moderlandet i öster. De gamla var katoliker, de nya var protestanter. Därvid förlorade hovskalderna sina rika gynnare och det klassiska litteraturspråket började dö ut. Det var bara folkliga dialekter som överlevde, och de som talade dem kunde vanligen inte skriva. Skriften lärde de sig på engelska, om över huvud taget, och då blev det naturligt att helt och hållet övergå till engelska.
Iriskan blev främst ett språk för landsbygdens fattiga, men eftersom de förökade sig mest, förblev språket livskraftigt ända fram till artonhundratalets stora hungersnöd. Före hungersnöden fanns det flera miljoner irisktalande i landet, men därefter räknades de bara i hundratusental. Hela samhällen ödelades av hunger och sjukdomar, och de som var lite mera välbärgade än de allra fattigaste tog emigrantskeppet - an bád bán eller "vita båten" - till Amerika. De sociala band som dittills hållit ihop de irisktalande gick nu sönder, och lyckan stod att finna i den engelsktalande världen.
Mot slutet av artonhundratalet fanns det antagligen fler irisktalande i Förenta Staterna än på Irland. I sin självbiografi Rotha Mór an tSaoil berättade den irländske guldgrävaren Micí Mac Gabhann, som var med om den stora guldruschen till Klondike, att han på väg till Alaska kunde hitta arbete praktiskt taget överallt i Staterna utan att behärska engelska. Irländare fanns i varje by, och det förekom även att Micí råkade gamla bekanta från hembyn.
Den engelska överheten var inte särskilt förtjust i språket. Det sågs som ett hinder för upplysningen, och när den nationella folkskolan infördes på Irland, var det meningen att den skulle utrota iriskan. Irländarnas egna förkämpar, som den berömde Daniel O'Connell, tenderade att se engelskan som framgångens och framstegets språk. O'Connell höll ofta tal på engelska för åhörarskaror som var nästan hundraprocentigt irisktalande, trots att iriskan var också hans modersmål. Katolska kyrkan tyckte illa om iriskan, därför att protestantiska missionärer på Irland ofta använde den för att omvända irisktalande irländare till protestantisk tro. Kyrkan varnade därför katoliker för att alls läsa någon litteratur på iriska, eftersom sådana alster med all sannolikhet härstammade från protestantiska tryckerier - ur katolsk synvinkel var det alltså frågan om självaste djävulens försök att fresta de rättrogna.
Märkligt nog var det protestanterna i Ulster som i början av artonhundratalet mest intresserade sig för iriska språket. Delvis handlade det givetvis om religiöst omvändelsenit, men dessutom fanns det en hel del genuint intresse för den iriskspråkiga poesin och den keltiska mytologin. Den person som på den tiden gjorde mest för att ta vara på iriskspråkig diktning och kultur var antagligen den protestantiske prästen William Neilson, som även skrev en lärobok i iriska och undervisade i språket i Belfast (på iriska Béal Feirste).

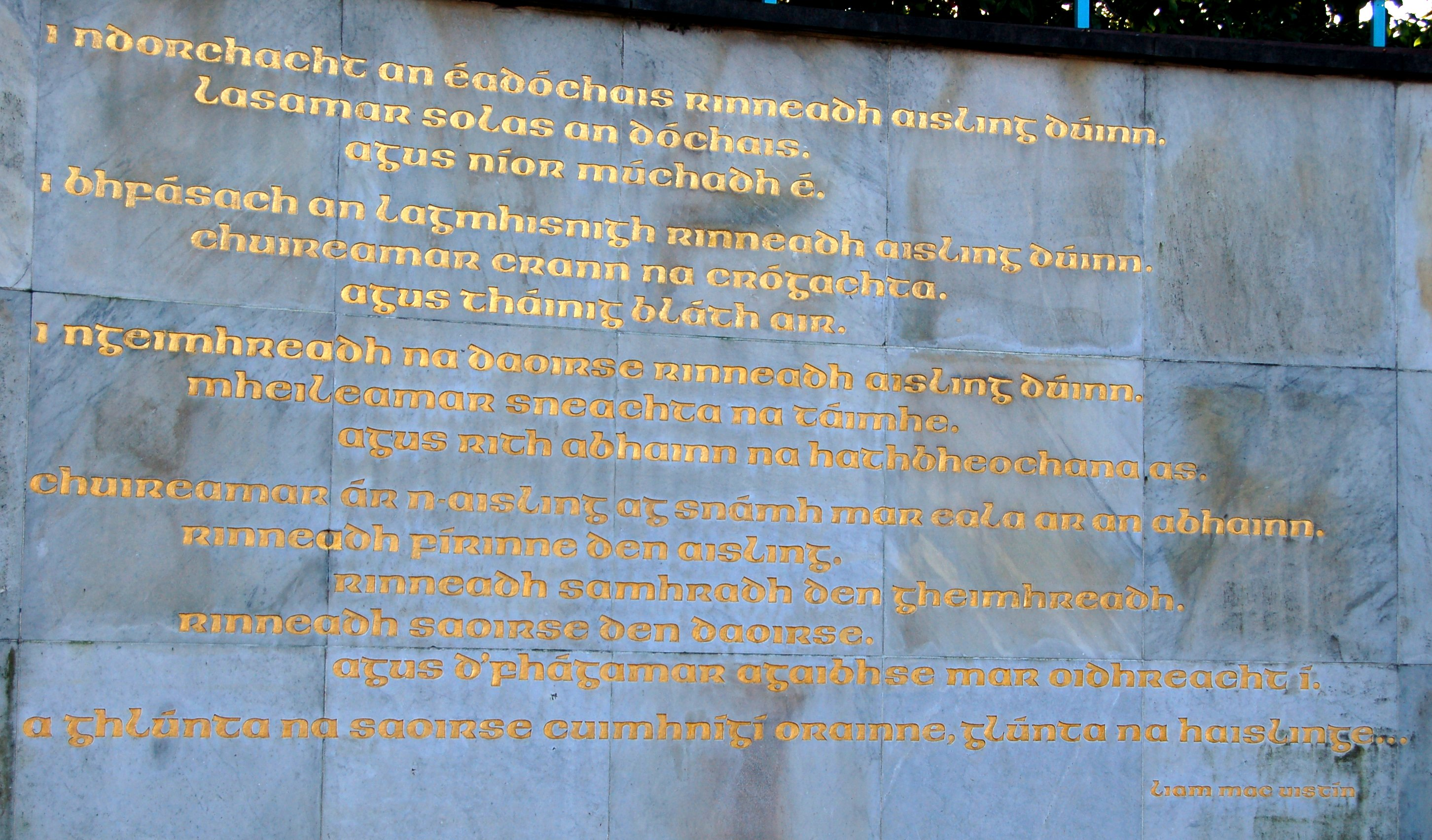
Dikten Rinneadh aisling dúinn ("Vi såg en vision") av poeten Liam Mac Uistin vid Garden of Remembrance i Dublin.

Det var först i slutet av 1800-talet som irländarna åter fattade intresse för sitt gamla språk. Nyckelfiguren var Douglas Hyde, även han protestant. Under hans ledning uppstod på 1890-talet Gaelic League (The Gaelic League, Conradh na Gaeilge), en organisation med målet att återuppliva iriskan som Irlands nationalspråk och främja språket inom kulturen, lärdomen och förvaltningen. Organisationen lyckades prestera en hel del för att främja språket, men hamnade så småningom i händerna på extrema nationalister, som utnyttjade den för sina egna syften. År 1915 hade denna utveckling gått så långt att Hyde, grundaren, lämnade Ligan: det hade blivit rätt och slätt omöjligt för protestanter, och än mer för unionister, att stanna kvar i organisationen. Under Irlands frihetskamp och inbördeskrig struntade Ligan egentligen helt och hållet i sina officiella uppgifter och utgjorde snarare en rekryteringsgrund för nationalistiska partisaner. Det var först i mitten på tjugutalet som språkrörelsen började återgå till sitt gamla jag, och även därefter ledde politiska stridigheter mellan fristatsanhängare och republikaner ofta till svåra tvister inom det irisktalande livet, som i samhället i övrigt.
Anknytningen till nationalismen har sedan dess vållat en hel del problem för språkrörelsen. En del irländare anser att den irländska nationalismen över huvud taget är en chauvinistisk, rasistisk och sekteristisk företeelse som inte underlättar till exempel lösningen av den nordirländska situationen. De angriper gärna språkrörelsen och utmålar den som efterbliven, omodern och onödig. Dessutom har språkaktivismen i Nordirland en starkt katolsk prägel, och särskilt protestanterna tenderar att se alla offentliga yttranden på iriska som hotfulla och fientliga mot dem själva. Det finns dock en, om än relativt okänd, språkrörelse och irisktalande tradition även bland nordirländska unionister.

## Iriska språket i samhället
Iriskan fick efter att Irländska fristaten utropats 1922 ett grundlagsskydd som stärktes i nästa irländska konstitution som sammanställdes av Éamon de Valera, en man som stod på IRA:s sida under irländska inbördeskriget, 1932. I den fastslogs i de första artiklarna att iriskan skall vara Irlands första officiella språk, därefter engelskan. I praktiken kom konstitutionen att få liten praktisk betydelse men gav språket ett starkare skydd. Vidare blev alla irländska skolbarn tvungna att klara provet i iriska i sina skolexamina för att få godkända avgångsexamina, något som upphörde först 1975 efter mycket hätsk debatt. De senaste åren har flera iriskkrav bland myndigheterna försvunnit och 2005 försvann kravet att alla som sökte till den irländska polisen skulle kunna iriska.
Den irländska staten försöker upprätthålla och främja iriskan, men dess strävanden framställs ofta som otillräckliga av språkaktivisterna. Särskilt skolundervisningen i språket har fått utstå mycket kritik. Dess kvalitet varierar mycket från skola till skola: det är stor skillnad mellan en engagerad och entusiastisk lärare och en som har en mera likgiltig inställning till ämnet. Det statliga "främjandet" går snarare ut på att under påtryckning bilda nya kommittéer, organ och byråkratier med fint klingande namn för att "återuppliva" iriskan, medan till exempel statsförvaltningen fortsätter att fungera uteslutande på engelska. Men det finns en föreskrift att hövlighetsfraser i början och slutet av officiella brev alltid ska skrivas på iriska, även om resten av brevet är på engelska.

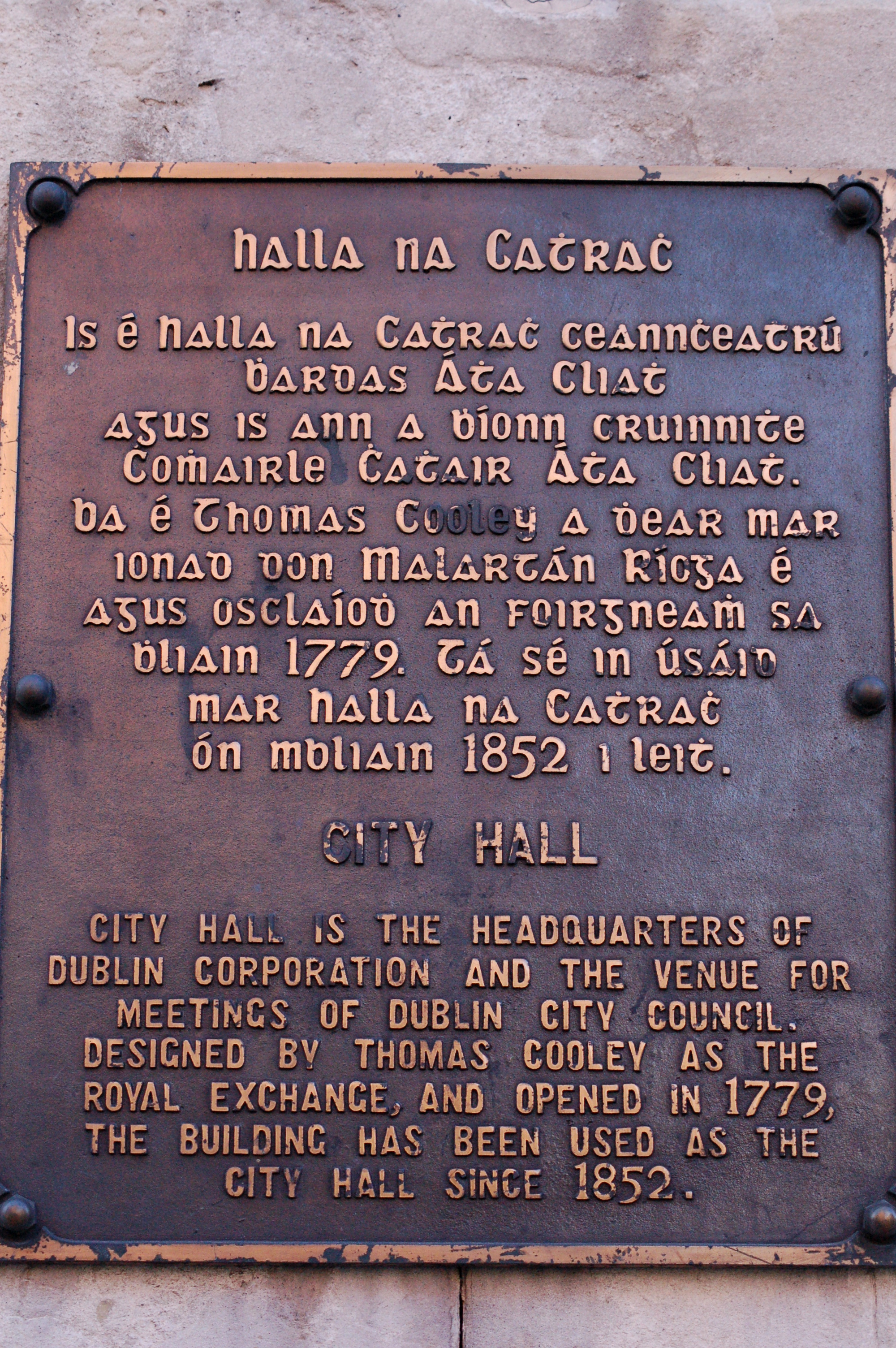
Informationsskylt om Dublins stadshus på iriska och engelska.

Av hävd har irländarna i sina utrikeskontakter använt sig av engelska som umgängesspråk då få utanför landet talar iriska. När Irland anslöt sig till Europeiska ekonomiska gemenskapen (EEG) på 1970-talet, fick språket en egendomlig halvofficiell status inom Europeiska unionen. Efter Stádas-kampanjen på våren 2004 beslutade irländska regeringen dock begära officiell status för språket inom EU. Iriska är sedan januari 2007 ett av Europeiska Unionens officiella språk.
Etableringen av radiostationen Raidió na Gaeltachta 1972, som sänder på iriska alla dagar i veckan, samt tv-kanalen TG4 1996 har stärkt språkets position. Tendensen för språket är samtidigt att det blir allt färre som använder språket dagligdags då många av talarna är äldre människor och det är svårt att kommunicera med många myndigheter utan att behärska engelska. De senaste årens starka inflyttning till Irland i samband med den starka ekonomiska tillväxten har lett till en ännu större rubbning i denna balans då de flesta av invandrarna bara behärskar engelska eller bara är intresserade av att behärska engelska eftersom det är ett mycket mer gångbart språk än iriska, speciellt i Dublin som traditionellt alltid tillhört den engelskspråkiga fickan "the Pale". Samtidigt har allt fler krav på iriskkunnande släppts, både i skolorna och från myndighetshåll. Detta påverkar dock inte iriskans ställning som ett alltjämt levande språk på Irland.

### Gaeltachtaí
Gaeltachtaí är iriskspråkiga områden som är särskilt koncentrerade till västkusten och grevskapen Donegal, Mayo, Galway, Kerry och Cork. Det finns också mindre områden på andra ställen, bland annat i Waterford och Meath. Gaeltachtbygderna kan delas in i tre grupper efter sin geografiska fördelning över landet, vilket också motsvarar indelningen i en nordlig, en västlig och en sydlig dialekt. Den östliga dialekt som talades i Leinster är sedan länge utdöd.